# Taspo

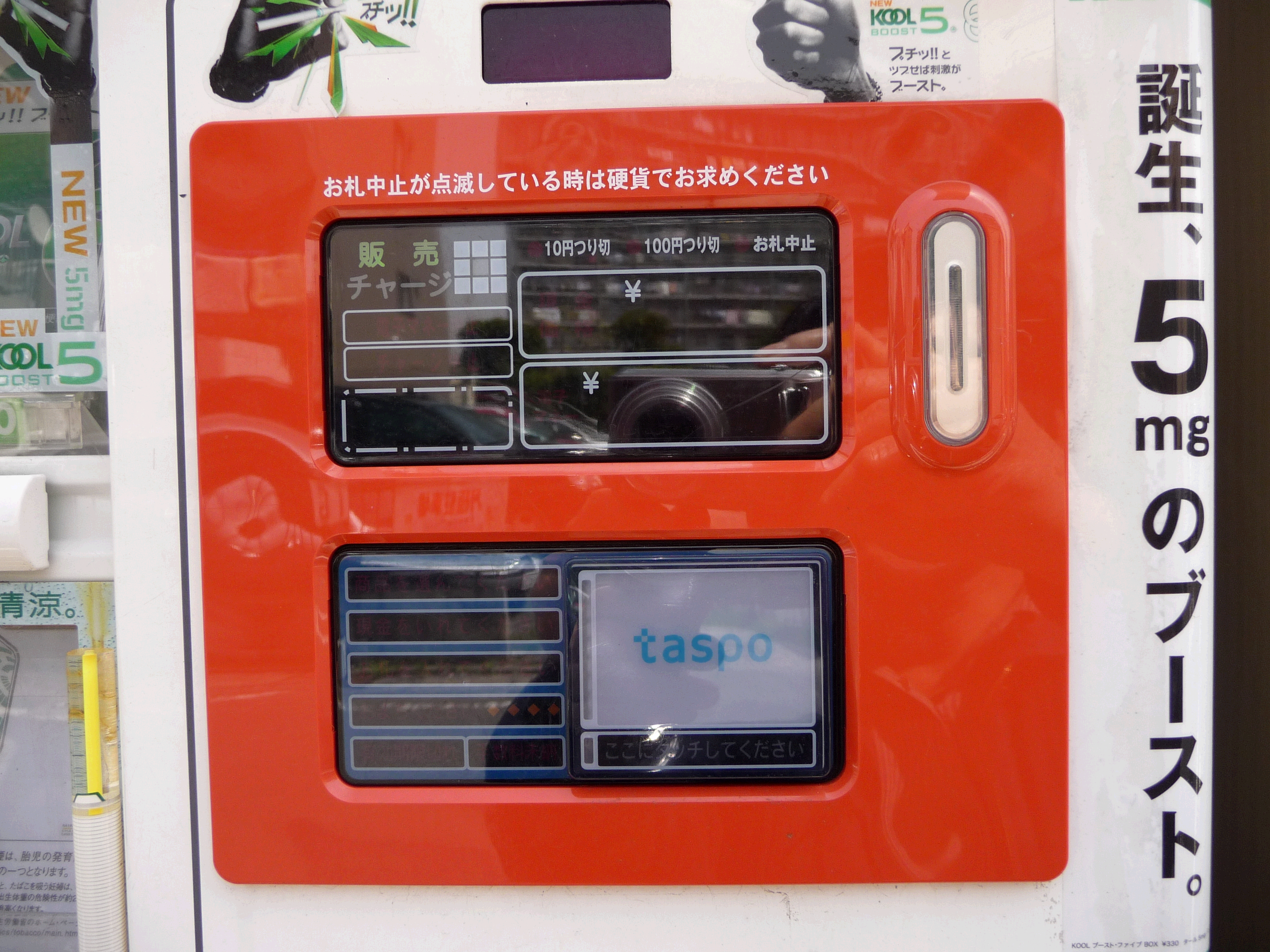
taspo 대응 자판기

Taspo는 일본 담배 협회 (TIOJ), 전국 담배 판매 협동 조합 연합회, 일본 자동판매기 공업회 (JVMA)가 미성년자의 흡연 방지를 위한 노력의 일환으로 개발하여 2008년 3월부터 순차적으로 일본 전국에 도입된 성인 식별 IC 카드이자 카드 시스템이다.

## 같이 보기
- 일본의 흡연